# Chichewa
Chichewa (ChiChewa: Sprache der Chewa; auch: ChiNyanja: Sprache der Nyanja in Sambia; vereinfacht auch: Chewa oder Nyanja) ist neben Englisch Amtssprache in Malawi und wird dort von 50 % der Bevölkerung als Muttersprache gesprochen. In Simbabwe ist Chichewa seit 2013 Amtssprache.
Chichewa gehört zur Familie der Bantusprachen, die im zentralen und südlichen Afrika weit verbreitet sind. Chichewa wird außerdem in Ost-Sambia (12 % der sambischen Bevölkerung, dort als regionale Minderheitensprache) und in an Malawi angrenzenden Gebieten Mosambiks (10 % der mosambikanischen Bevölkerung) als Muttersprache gesprochen – besonders in den Provinzen Tete und Niassa, wo sie auch Chisena heißt. Ca. 1 Mio. Sprecher leben in Simbabwe.
Der Missionar Johannes Rebmann erarbeitete um 1854 zusammen mit einem unter dem Namen Salimini bekannten Sklaven als Informanten das erste umfassende Wörterbuch Englisch-Chichewa (Dictionary of the Kiniassa Language). Einige der aus den Gebieten von Malawi und Sambia an die Küste verschleppten Sklaven wurden damals von den Missionaren freigekauft. Rebmanns Wörterbuch wurde 1877 von seinem Kollegen Ludwig Krapf publiziert, weil er selbst zu dieser Zeit erblindet war.
Ende des 19. Jahrhunderts fand eine lateinisch basierte Verschriftung des Chichewa auf Grundlage des Mang`anja-Dialekts, später auf Basis des Chewa-Dialekts statt.